# 3284 Niebuhr
3284 Niebuhr (1953 NB) là một tiểu hành tinh vành đai chính được phát hiện ngày 13 tháng 7 năm 1953 bởi J. A. Bruwer ở Johannesburg (UO).